# Svetovno prvenstvo v biatlonu 2007
Svetovno prvenstvo v biatlonu 2007 je petinštirideseto svetovno prvenstvo v biatlonu, ki je potekalo med 2. in 11. februarjem 2007 v Anterselvi, Italija, v petih disciplinah za moške in ženske ter mešani štafeti.

## Dobitniki medalj

### Moški
| Disciplina | Zlato                                                                       | Zlato     | Srebro                                                                            | Srebro    | Bron                                                                | Bron      |
| 10 km      | Ole Einar Bjørndalen                                                        | 26:18,8   | Michal Šlesingr                                                                   | 26:23,6   | Andrij Derizemlja                                                   | 26:44,6   |
| 12,5 km    | Ole Einar Bjørndalen                                                        | 32:21,2   | Maksim Čudov                                                                      | 33:31,0   | Vincent Defrasne                                                    | 33:31,1   |
| 15 km      | Michael Greis                                                               | 37:52,1   | Andreas Birnbacher                                                                | 38:07,5   | Raphaël Poirée                                                      | 38:20,2   |
| 20 km      | Raphaël Poirée                                                              | 56:14,6   | Michael Greis                                                                     | 56:41,4   | Michal Šlesingr                                                     | 56:52,0   |
| 4 x 7,5 km | Rusija · Ivan Čeresov · Maksim Čudov · Dimitrij Jarošenko · Nikolaj Kruglov | 1:14:36,1 | Norveška · Halvard Hanevold · Lars Berger · Frode Andresen · Ole Einar Bjørndalen | 1:15:36,6 | Nemčija · Ricco Groß · Michael Rösch · Sven Fischer · Michael Greis | 1:16:08,6 |

### Ženske
| Disciplina | Zlato                                                                      | Zlato     | Srebro                                                                                   | Srebro    | Bron                                                                        | Bron      |
| 7,5 km     | Magdalena Neuner                                                           | 22:46,9   | Anna Carin Olofsson                                                                      | 22:49,2   | Natalija Guseva                                                             | 23:06,5   |
| 10 km      | Magdalena Neuner                                                           | 33:01,6   | Linda Grubben                                                                            | 33:08,7   | Anna Carin Olofsson                                                         | 33:09,2   |
| 12,5 km    | Andrea Henkel                                                              | 37:13,1   | Martina Glagow                                                                           | 37:17,7   | Kati Wilhelm                                                                | 37:23,7   |
| 15 km      | Linda Grubben                                                              | 46:24,3   | Florence Baverel-Robert                                                                  | 47:30,8   | Martina Glagow                                                              | 47:59,9   |
| 4 x 6 km   | Nemčija · Martina Glagow · Andrea Henkel · Magdalena Neuner · Kati Wilhelm | 1:14:19,1 | Francija · Florence Baverel-Robert · Delphyne Peretto · Sylvie Becaert · Sandrine Bailly | 1:15:26,9 | Norveška · Tora Berger · Ann Kristin Flatland · Jori Mørkve · Linda Grubben | 1:15:48,8 |

### Mešano
| Disciplina         | Zlato                                                                             | Zlato     | Srebro                                                                                   | Srebro    | Bron                                                                        | Bron      |
| 2 x 6 + 2 x 7,5 km | Švedska · Helena Jonsson · Anna Carin Olofsson · Björn Ferry · Carl Johan Bergman | 1:20:04,7 | Francija · Florence Baverel-Robert · Sandrine Bailly · Vincent Defrasne · Raphaël Poirée | 1:20:32,3 | Norveška · Tora Berger · Jori Mørkve · Emil Hegle Svendsen · Frode Andresen | 1:20:41,1 |

## Medalje po državah
| Poz | Država   | Zlato | Srebro | Bron | Skupaj |
| 1   | Nemčija  | 5     | 3      | 3    | 11     |
| 2   | Norveška | 3     | 2      | 2    | 7      |
| 3   | Francija | 1     | 3      | 2    | 6      |
| 4   | Švedska  | 1     | 1      | 1    | 3      |
| 4   | Rusija   | 1     | 1      | 1    | 3      |
| 6   | Češka    | 0     | 1      | 1    | 2      |
| 7   | Ukrajina | 0     | 0      | 1    | 1      |